# Angreau
Angreau is een dorp in de Belgische provincie Henegouwen, en een deelgemeente van de Waalse gemeente Honnelles. Angreau ligt in het westen van de gemeente, tegen de grens met Frankrijk.
Ten oosten van Angreau stroomt de Grande Honnelle.

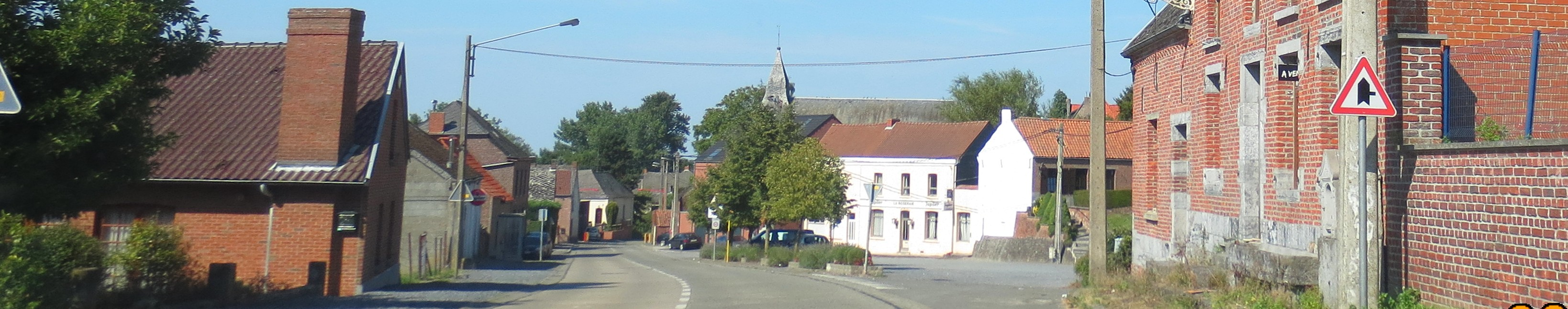
Zicht op het Angreau

## Geschiedenis
Angreau bleef een zelfstandige gemeente tot de gemeentelijke fusies van 1977, toen het met negen andere gemeenten een deelgemeente werd van de nieuwe fusiegemeente Honnelles.

## Bezienswaardigheden

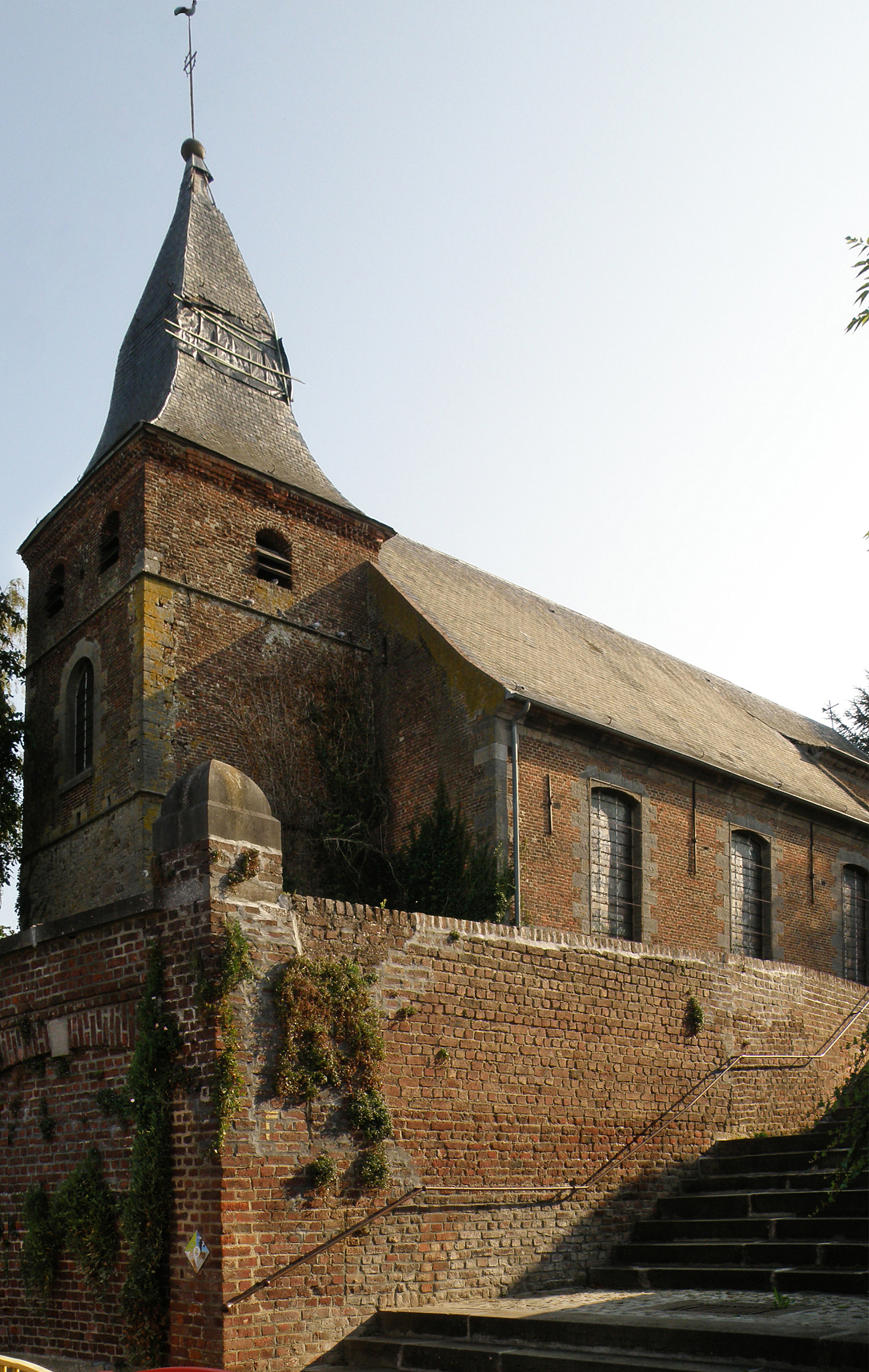
Église Saint-Amand

- De Église Saint-Amand

## Demografische ontwikkeling
Bron: NIS; Opm:1831 t/m 1970=volkstellingen; 1976=inwoneraantal op 31 december

## Verkeer en vervoer
Ten oosten van het dorp bevond zich het station Angreau, weliswaar op het grondgebied van Angre, een halte op de voormalige spoorlijn 98A (van Dour, via Roisin, naar de Franse grens).